# Вудберн, Бен
Бенджамин «Бен» Вудберн (англ. Benjamin Woodburn; родился 15 октября 1999 года в Чешире, Англия) — валлийский футболист, нападающий клуба «Солфорд Сити» и национальной сборной Уэльса. Воспитанник академии «Ливерпуля».

## Клубная карьера
Бенджамин является воспитанником академии «Ливерпуля».

#### Сезон 2016/17
Главный тренер «красных» Юрген Клопп в ходе подготовки к сезону 2016/17 стал активно привлекать Бена к тренировкам и матчам команды. Дебют молодого форварда в английской Премьер-лиге состоялся 26 ноября 2016 в матче против «Сандерленда». 29 ноября в кубковом матче с «Лидс Юнайтед» Бен отметился забитым голом. Он побил рекорд Майкла Оуэна и стал самым молодым голеадором в истории «Ливерпуля».
8 января 2017 года он стал самым молодым игроком в Кубке Англии, когда начал игру в стартовом составе против «Плимут Аргайл».
9 мая Вудберн стал лучшим игроком сезона в академии «Ливерпуля» по итогу части сезона, в ходе которой он забил восемь голов в лиге профессионального развития и пробился в первую команду Позже он был номинирован на звание лучшего игрока сезона лиги профессионального развития вместе с Александером-Арнольдом, но в итоге награду получил игрок «Суонси Сити» Оли Макберни.

#### Сезон 2017/18
В следующем сезоне тренер академии «Ливерпуля» Стивен Джеррард назначил Вудберна капитаном молодёжной команды «Ливерпуля» для участия в Юношеской лиге УЕФА. Вудберн в первой половине сезона один раз появился в составе основной команды, выйдя на замену. В октябре он подписал новое долгосрочное соглашение с «Ливерпулем», а в декабре был назван лучшим молодым спортсменом года по версии BBC Wales.
Во второй половине сезона Вудберн продолжал играть за молодёжную и резервную команды. Свое второе появление в составе основного клуба в сезоне он совершил 13 мая, выйдя на замену в матче против «Брайтона».

#### Сезон 2018/19: Аренда в «Шеффилд Юнайтед»
31 июля 2018 года Вудберн перешел на правах годичной аренды в «Шеффилд Юнайтед». Он дебютировал за клуб четыре дня спустя, выйдя со скамейки запасных в матче с «Суонси». Впоследствии он был отозван из аренды «Ливерпулем», где провел остаток сезона, изредка выступая за команду U23. Вудберн также был включен в состав команды на плей-офф Лиги чемпионов.

#### Сезон 2019/20: Аренда в «Оксфорд Юнайтед»
30 июля 2019 года Вудберн перешел на правах годичной аренды в «Оксфорд Юнайтед». Его аренда была прервана из-за травмы, в октябре он получил перелом кости стопы. После восстановления в декабре он получил точно такую же травму, только на другой ноге. Главный тренер Карл Робинсон сообщил, что повторная травма была вызвана своеобразной манерой игрока переносить вес на ноги.

#### Сезон 2020/21: Аренда в «Блэкпул»
16 октября 2020 года Вудберн перешел в «Блэкпул» на правах аренды до 17 января. Он снова воссоединился с бывшим главным тренером молодёжной команды U23 «Ливерпуля», а ныне главным тренером «Блэкпула» Нилом Критчли.

#### Сезон 2021/22: Аренда в «Харт»
23 августа 2021 года Вудберн перешел на правах годичной аренды в клуб шотландской премьер-лиги «Харт оф Мидлотиан».
В июне 2022 года «Ливерпуль» объявил, что Бен Вудберн покинет клуб в конце месяца, когда истечет срок его контракта.

### Престон Норт Энд
4 июля 2022 года Вудберн подписал однолетний контракт с клубом чемпионшипа «Престон Норт Энд» с опцией продления ещё на год.

## Карьера в сборной
Несмотря на то, что Бен родился в Англии, он представляет Уэльс на международном уровне. 2 сентября 2017 года, в матче отбора к ЧМ-18, выйдя на замену Бен забил дебютный гол в ворота сборной Австрии, и тем самым принес победу команде.

## Статистика выступлений
По состоянию на 12 марта 2017 года
| Выступление      | Выступление      | Выступление      | Лига | Лига | Кубки | Кубки | Еврокубки | Еврокубки | Остальные | Остальные | Итого | Итого |
| Клуб             | Лига             | Сезон            | Игры | Голы | Игры  | Голы  | Игры      | Голы      | Игры      | Голы      | Игры  | Голы  |
| ---------------- | ---------------- | ---------------- | ---- | ---- | ----- | ----- | --------- | --------- | --------- | --------- | ----- | ----- |
| Ливерпуль        | Премьер-лига     | 2016/17          | 3    | 0    | 4     | 1     | 0         | 0         | 0         | 0         | 7     | 1     |
| Ливерпуль        | Итого            | Итого            | 3    | 0    | 4     | 1     | 0         | 0         | 0         | 0         | 7     | 1     |
| Всего за карьеру | Всего за карьеру | Всего за карьеру | 3    | 0    | 4     | 1     | 0         | 0         | 0         | 0         | 7     | 1     |